# فايت/إكستيلا: ذا أومبرال ستار
فايت/إكستيلا: ذا أومبرال ستار (بالإنجليزية: Fate/Extella: The Umbral Star)‏ (باليابانية: フェイト/エクステラ)، هي لعبة فيديو إلكترونية من نوع أكشن، هي من تطوير شركة مارفيلوس اليابانية، صدرت سنة 2016م وتعمل على عدة أنظمة التشغيل وهي: بلاي ستيشن 4 وإكس بوكس ون ونينتندو سويتش ومايكروسوفت ويندوز، وهي من ضمن السلاسل الفرعية للعبة فايت/إكسترا.